# Ernesto Matozzi
Ernesto J. Matozzi, o Mattozzi (19 maggio 1895 – Buenos Aires, 2 aprile 1964), è stato un calciatore argentino, di ruolo difensore.

## Caratteristiche tecniche
Giocava come difensore destro, centromediano o mediano destro.